# Autophila maura
Autophila maura är en fjärilsart som beskrevs av Otto Staudinger 1888. Autophila maura ingår i släktet Autophila och familjen nattflyn. Inga underarter finns listade i Catalogue of Life.